# VirtualDubMod
VirtualDubMod è un programma completamente open source per Microsoft Windows destinato alla cattura e alla manipolazione dei video.
È basato sul programma VirtualDub, originariamente scritto da Avery Lee, ed è distribuito sotto la licenza GPL. VirtualDubMod è giunto alla versione 1.5.10.2 (distribuita il 29 agosto 2005) e il progetto sembra essere stato abbandonato (fatta eccezione per un'ultima release, la 1.5.10.2 build 2542, distribuita il 21 febbraio 2006).
Oltre alle funzionalità introdotte da VirtualDub, VirtualDubMod include anche il supporto ai formati MPEG-2, Matroska e Ogg Theora e soprattutto la possibilità di gestire e produrre file AVI con più tracce audio.